# Rujište (Ražanj)
Pour les articles homonymes, voir Rujište.
Rujište (en serbe cyrillique : Рујиште) est un village de Serbie situé dans la municipalité de Ražanj, district de Nišava. Au recensement de 2011, il comptait 326 habitants.

## Démographie
| 1948 | 1953 | 1961 | 1971 | 1981 | 1991 | 2002 | 2011 |
| ---- | ---- | ---- | ---- | ---- | ---- | ---- | ---- |
| 872  | 881  | 828  | 731  | 651  | 529  | 413  | 326  |

|  |